# دریاچه بلبله
دریاچه بلبله (به لاتین: Bulbula) یک دریاچه در جمهوری آذربایجان است که در منطقه سوراخانی واقع شده‌است.